# Saint-Maugan
Saint-Maugan est une commune française située dans le département d'Ille-et-Vilaine en région Bretagne.

## Géographie
Saint-Maugan se situe à l'est de Muel, à l'ouest d'Iffendic, au sud de Boisgervilly et au nord de Saint-Malon-sur-Mel.

### Communes limitrophes

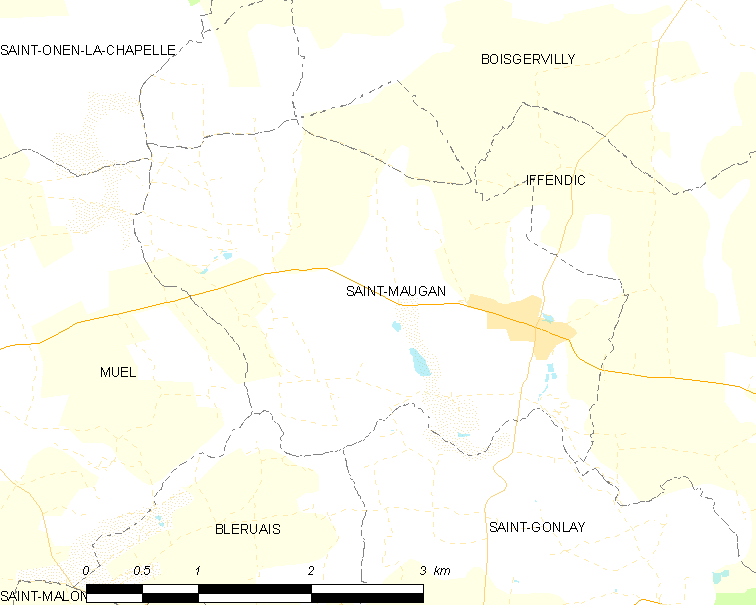
Carte de la commune.

| Saint-Onen-la-Chapelle | Boisgervilly Iffendic |          |
| Muel                   | Saint-Maugan          | Iffendic |
|                        | Bléruais Saint-Gonlay |          |

### Transports
- Illenoo Rennes - Montfort-sur-Meu - Gaël

### Hydrographie
Pour un article plus général, voir Réseau hydrographique d'Ille-et-Vilaine.
La commune est située dans le bassin Loire-Bretagne. Elle est drainée par le Meu, la Haie et le ruisseau de la Boulaie,,.
Le Meu, d'une longueur de 84 km, prend sa source dans la commune de Saint-Vran et se jette  dans un bras de la Vilaine à Chavagne, après avoir traversé 21 communes. 

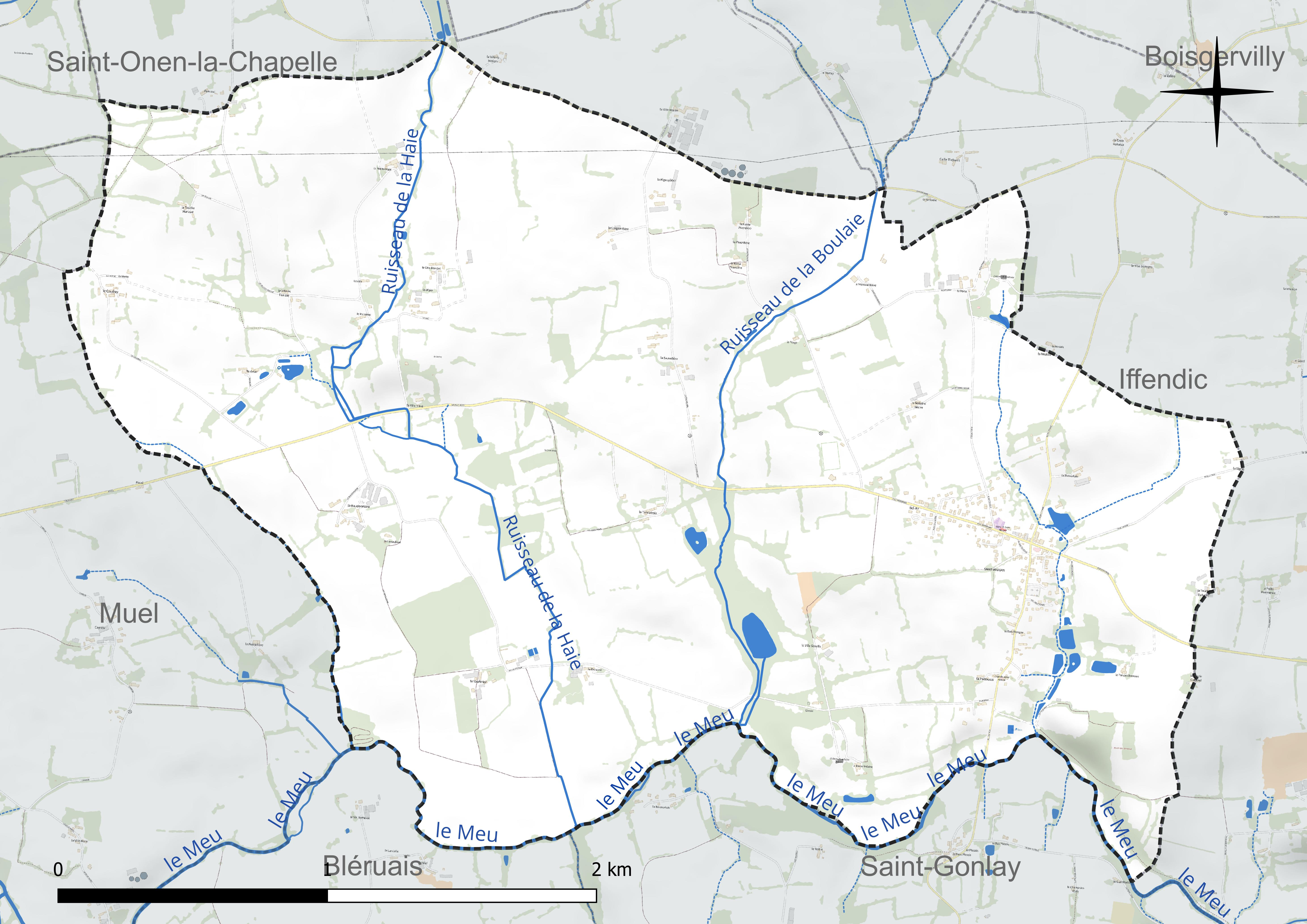
Réseau hydrographique de Saint-Maugan.

### Climat
Pour des articles plus généraux, voir Climat de la Bretagne et Climat d'Ille-et-Vilaine.
En 2010, le climat de la commune est de type climat océanique altéré, selon une étude du CNRS s'appuyant sur une série de données couvrant la période 1971-2000. En 2020, Météo-France publie une typologie des climats de la France métropolitaine dans laquelle la commune est exposée à un climat océanique et est dans la région climatique  Bretagne orientale et méridionale, Pays nantais, Vendée, caractérisée par une faible pluviométrie en été et une bonne insolation. Parallèlement l'observatoire de l'environnement en Bretagne publie en 2020 un zonage climatique de la région Bretagne, s'appuyant sur des données de Météo-France de 2009. La commune est, selon ce zonage, dans la zone « Intérieur Est », avec des hivers frais, des étés chauds et des pluies modérées.  
Pour la période 1971-2000, la température annuelle moyenne est de 11,4 °C, avec une amplitude thermique annuelle de 12,5 °C. Le cumul annuel moyen de précipitations est de 744 mm, avec 12,7 jours de précipitations en janvier et 6,4 jours en juillet. Pour la période 1991-2020, la température moyenne annuelle observée sur la station météorologique la plus proche, située sur la commune du Rheu à 22 km à vol d'oiseau, est de 12,2 °C et le cumul annuel moyen de précipitations est de 720,4 mm,. Pour l'avenir, les paramètres climatiques de la commune estimés pour 2050 selon différents scénarios d'émission de gaz à effet de serre sont consultables sur un site dédié publié par Météo-France en novembre 2022.

## Urbanisme

### Typologie
Au 1er janvier 2024, Saint-Maugan est catégorisée commune rurale à habitat dispersé, selon la nouvelle grille communale de densité à sept niveaux définie par l'Insee en 2022.
Elle est située hors unité urbaine. Par ailleurs la commune fait partie de l'aire d'attraction de Rennes, dont elle est une commune de la couronne,. Cette aire, qui regroupe 183 communes, est catégorisée dans les aires de 700 000 habitants ou plus (hors Paris),.

### Occupation des sols
L'occupation des sols de la commune, telle qu'elle ressort de la base de données européenne d'occupation biophysique des sols Corine Land Cover (CLC), est marquée par l'importance des territoires agricoles (97,1 % en 2018), une proportion identique à celle de 1990 (97,1 %). La répartition détaillée en 2018 est la suivante : 
zones agricoles hétérogènes (60,9 %), terres arables (29 %), prairies (7,2 %), zones urbanisées (2,9 %). L'évolution de l'occupation des sols de la commune et de ses infrastructures peut être observée sur les différentes représentations cartographiques du territoire : la carte de Cassini (XVIIIe siècle), la carte d'état-major (1820-1866) et les cartes ou photos aériennes de l'IGN pour la période actuelle (1950 à aujourd'hui).

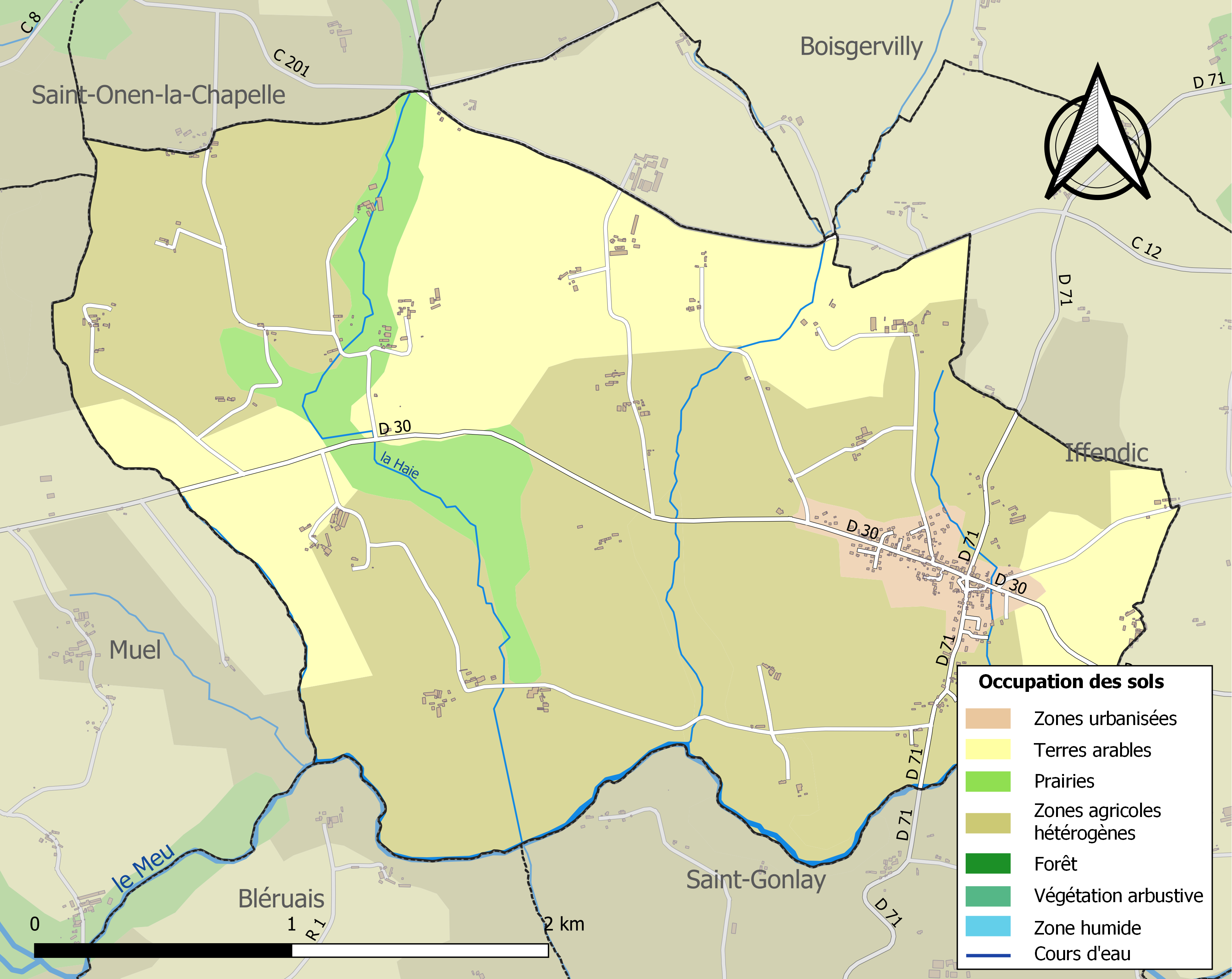
Carte des infrastructures et de l'occupation des sols de la commune en 2018 (CLC).

## Histoire

### Toponymie et origines
Saint-Maugan doit son nom à un évêque irlandais du Ve siècle selon l'Annuaire de Bretagne pour l'année 1897, à un abbé de Saint-Méen appelé Maulgan (Guillaume de Saint-Maugan fut élu abbé de Montfort en 1190), en l'honneur duquel cette paroisse fut fondée selon le site Internet de l'Association "Trait d'Union Malganais", voire par déformation du nom à saint Maeoc, qui serait localement dénommé aussi saint Maugéon ou saint Maugan. Le nom de la commune est attesté sous les formes Sancto Malgando au XIIe siècle, S. Magandi en 1330 et St. Malgand en 1427.

## Politique et administration

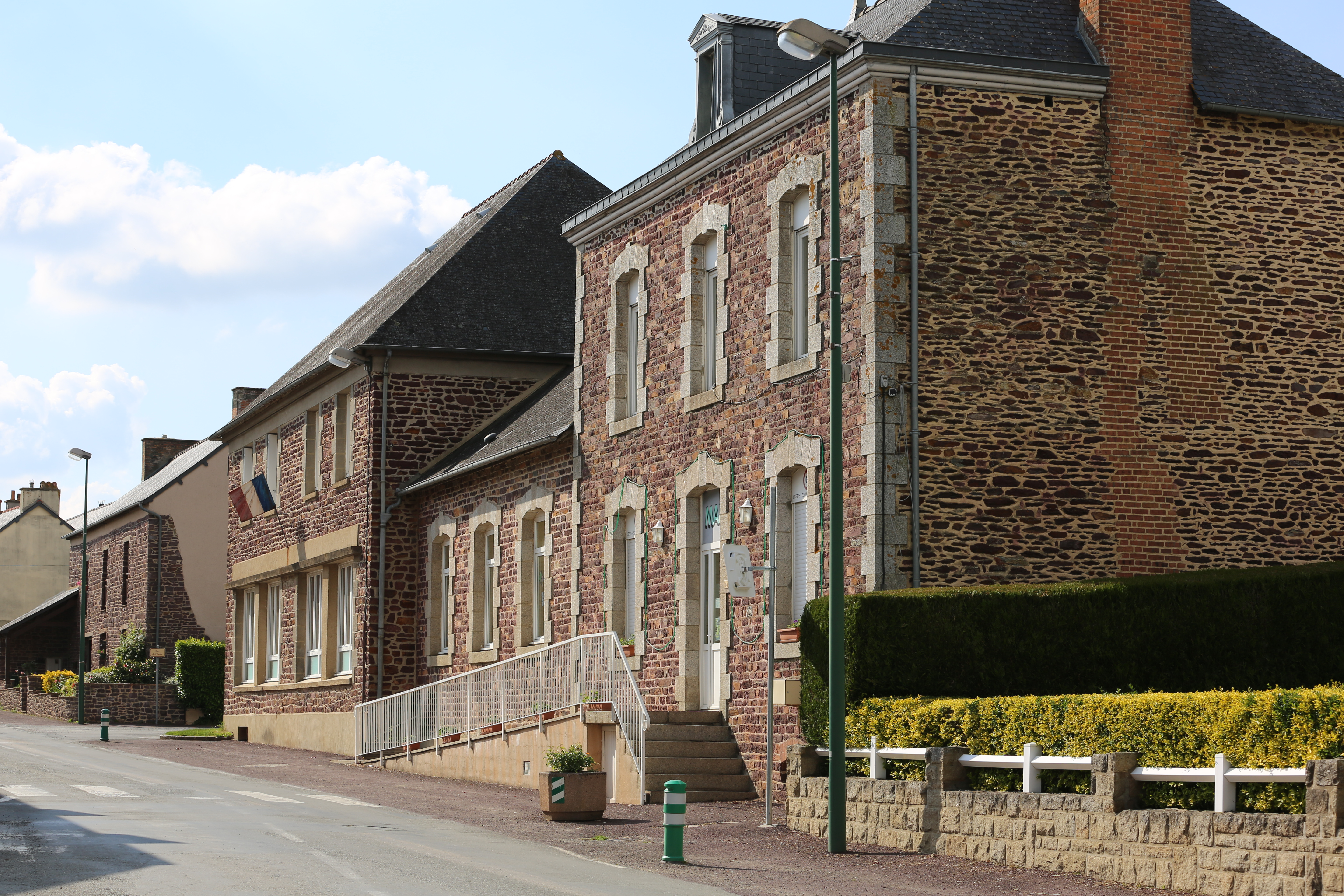
Mairie.

| Période                                  | Période     | Identité       | Étiquette | Qualité            |
| ---------------------------------------- | ----------- | -------------- | --------- | ------------------ |
| mars 2001                                | 28 mai 2020 | Claude Trubert | SE        | Menuisier retraité |
| 28 mai 2020                              | En cours    | Étienne Bonnin |           |                    |
| Les données manquantes sont à compléter. |             |                |           |                    |

## Démographie
L'évolution du nombre d'habitants est connue à travers les recensements de la population effectués dans la commune depuis 1793. Pour les communes de moins de 10 000 habitants, une enquête de recensement portant sur toute la population est réalisée tous les cinq ans, les populations de référence des années intermédiaires étant quant à elles estimées par interpolation ou extrapolation. Pour la commune, le premier recensement exhaustif entrant dans le cadre du nouveau dispositif a été réalisé en 2008.

En 2022, la commune comptait 518 habitants, en évolution de −6,16 % par rapport à 2016 (Ille-et-Vilaine : +5,46 %, France hors Mayotte : +2,11 %).
| 1793 | 1800 | 1806 | 1821 | 1831 | 1836 | 1841 | 1846 | 1851 |
| ---- | ---- | ---- | ---- | ---- | ---- | ---- | ---- | ---- |
| 439  | 466  | 434  | 422  | 459  | 442  | 478  | 416  | 488  |

| 1856 | 1861 | 1866 | 1872 | 1876 | 1881 | 1886 | 1891 | 1896 |
| ---- | ---- | ---- | ---- | ---- | ---- | ---- | ---- | ---- |
| 521  | 498  | 567  | 589  | 619  | 603  | 593  | 604  | 609  |

| 1901 | 1906 | 1911 | 1921 | 1926 | 1931 | 1936 | 1946 | 1954 |
| ---- | ---- | ---- | ---- | ---- | ---- | ---- | ---- | ---- |
| 600  | 574  | 552  | 491  | 502  | 489  | 447  | 379  | 399  |

| 1962 | 1968 | 1975 | 1982 | 1990 | 1999 | 2006 | 2008 | 2013 |
| ---- | ---- | ---- | ---- | ---- | ---- | ---- | ---- | ---- |
| 411  | 363  | 322  | 321  | 384  | 349  | 494  | 536  | 568  |

| 2018 | 2022 | - | - | - | - | - | - | - |
| ---- | ---- | - | - | - | - | - | - | - |
| 537  | 518  | - | - | - | - | - | - | - |

## Lieux et monuments
- Église Saint-Maugan[26]